# Latinská rčení, I
V tomto článku jsou uvedena některá známá latinská rčení, začínající písmenem I.
Latina měla na evropskou kulturu hluboký a dlouho trvající vliv. Od římské antiky přes křesťanství a humanismus až do 18. století byla její znalost u vzdělaných lidí samozřejmostí. V některých oborech se s latinskými názvy stále pracuje, užívají se různé obraty a ve starší literatuře se najde množství latinských citátů. Protože latinských obratů, rčení a přísloví je mnoho, je seznam vybraných seřazen podle abecedy a rozdělen podle počátečních písmen do samostatných článků.

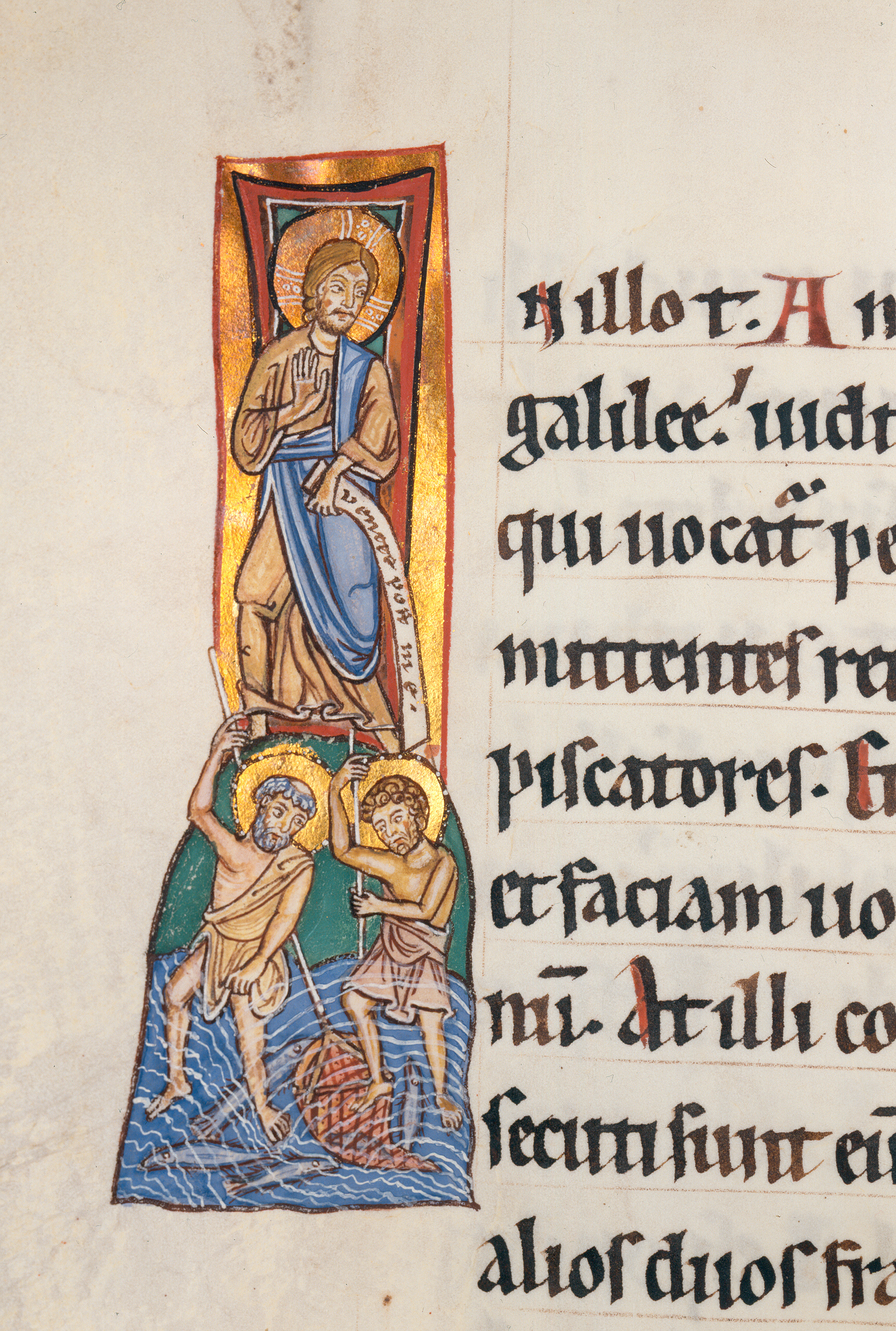
Iniciála I (Kodex Bruchsal)

A
B
C
D
E
F
G
H
I
L
M
N
O
P
Q
R
S
T
U
V

## I
- I, fuge. Sed poteras tutior esse domi. – „Jdi, utíkej. Doma jsi mohl být bezpečnější.“ (Martialis)
- I pede fausto – „Kráčej šťastnou nohou.“ Heslo Antilských ostrovů
- Iactura paucorum servat multos – „Oběť několika prospěje mnohým.“
- Iam tua res agitur paries cum proximus ardet – „Už když hoří u sousedů, jde i o tebe."
- Iam seges est, ubi Troia fuit – „Je teď obilí, kde stála Trója.“
- Ibi debet quis puniri, ubi quis deliquitur – „Tam má být každý potrestán, kde zločin spáchal.“
- Ibidem (ibid.) – „Tamtéž (tamt.)“, při odkazu na stejný pramen, literaturu
- Id est (i. e.) – „to jest, tj.“; běžné v angličtině
- Id fecit cui prodest – „Spáchal to ten, komu (čin) prospěl“
- Idem ius omnibus – „stejné právo pro všechny“
- Idem velle atque idem nolle, ea demum firma amicitia est – „Totéž chtít a totéž nechtít, to je teprve pevné přátelství.“
- Čtyři hlavní zdroje lidských omylů podle F. Bacona:
  - Idola specus – „Modly jeskyně“ – z temných hlubin duše
  - Idola theatri – „Modly divadla“ – z předváděné tradice
  - Idola fori – „Modly tržiště“ – z nekritického užívání jazyka
  - Idola tribus – „Modly kmene“ – chyby rozumu
- Jesus Nazarenus rex Iudeorum (INRI) – „Ježíš Nazaretský král židovský“, nápis na Kristově kříži (podle Jana 19,19)
- Jesus (IHS) – „Ježíš“; monogram IHS byl řecký, písmena iota, éta, sigma

## Ig
- Ignava ratio – „tupý, zbabělý rozum“, stoické označení pro odpůrce, kteří popírali lidskou svobodu
- Ignem ab igne – „oheň z ohně“
- Igni et ferro – „ohněm a mečem“, násilím
- Ignis aurum probat – „Ohněm se zlato zkouší“
- Ignis et aquae interdictio – „zákaz ohně a vody“, přísné vyhnanství: vyhnaného nesměl nikdo pozvat k ohni ani dát mu napít
- Ignis, mare, mulier tria mala – „Trojí zlo: oheň, moře, žena“ (z řečtiny)
- Ignoramus et ignorabimus – „nevíme a nedozvíme se“ (Émile du Bois-Reymond)
- Ignorantia iuris nocet – „Neznalost práva vadí“, není omluvou
- Ignorantia legis non excusat – „Neznalost zákona neomlouvá“
- Ignorantia non est argumentum – „Nevědomost není argument“
- Ignoratio elenchi – „neznalost důkazu“, logická chyba, když se zapomene, co se mělo dokázat
- Ignotum per ignotius – „neznámé více neznámým“, kritika argumentu, který jako vysvětlení je většině posluchačů méně známé a srozumitelné než koncept
- Ignotus – „neznámý“
- Ignoto deo – „neznámému bohu“, podle Bible (Sk17,23) nápis na oltáři v Athénách
- Iliacos intra muros / peccatur et extra. – „Trojané hřešili uvnitř hradeb i vně.“
- Ilias post Homerum – „Ilias po Homérovi“, jako naše „objevovat Ameriku“
- Ille crucem sceleris pretium tulit, hic diadema.  – „Jeden byl za zločiny ukřižován, tento dostal korunu.“ (Iuvenalis)
- Illud amicitiae quondam venerabile nomen  – „to kdysi ctihodné slovo přátelství“
- Imago animi sermo est.  – „Řeč je obraz duše.“
- Imago Dei – „obraz Boží“ (podle Bible, Gn 1,26)
- Imitatio Dei  – „Napodobení, následování Boha“
- Imitatio Christi – „Následování Krista“, kniha Tomáše Kempenského
- Imitatores servum pecus – „Herci (ti, kdo napodobují) je otrocký dobytek“ (Horatius, Listy I.19.19)
- Imperare sibi maximum imperium est. – „největší vladařské umění je vládnout sám sobě“ (Seneca mladší, Listy Luciliovi 113,30)
- Imperia sic excelsa fortunae obiacent. – „Tak skvělé říše propadají osudu“ (Seneca)
- Imperium in imperio – „říše v říši“, jako „stát ve státě“
- Imperium sine fine - „říše bez konce“, podle Vergiliovy Aeneis Řím
- Imprimatur – „ať se tiskne“, formule cenzora
- Imprimi potest – „může se tisknout“, povolení cenzora

## In
- In absentia - „v nepřítomnosti“, např. u soudu
- In aeternum - „na věky, věčně“
- In arte voluptas - „radost z umění“ (heslo spolku Schlaraffia)
- In articulo mortis – „ve chvíli smrti“, v posledním tažení
- In brevi - „v krátkosti, stručně“
- In camera - „v (tajné) poradě“, v komoře panovníka
- In casu – „v (tomto) případě“
- In casum - „pro případ“
- In corpore – 1. „tělesně“, 2. „korporativně“, všichni společně
- In cunabulis – „v kolébce"; odtud inkunabule, prvotisk
- In dubio mitius - „při pochybnosti (trestat) mírněji“
- In dubio pro reo - „při pochybnostech (rozhodnout) pro obviněného“
- In duplo - „dvojmo“
- In effigie – „ve vlastní osobě“
- In extenso - (citovat) „v plném rozsahu, nezkráceně“
- In fidem - „podle“ (někoho), podle jeho svědectví
- In flagrante delicto, in flagranti -„přímo při činu“
- In flore - „v plném květu“
- In foro - „před soudem“
- In hoc signo vinces - „V tomto znamení (kříže) zvítězíš“, zjevení císaře Konstantina před bitvou na Milvijském mostě roku 313, viz též IHS
- In humilitatae servire. – „V pokoře sloužit.“ Biskupské heslo Josefa Kajneka
- In illo tempore - „za onoho času“
- In loco - „na místě samém“
- In loco parentis - „v zastoupení rodiče“
- In manus tuas commendo spiritum meum - „Do tvých rukou odevzdávám svou duši“, podle Bible (Lk 23,46) poslední Ježíšova slova na kříži
- In medias res, medias in res- „doprostřed děje, událostí“ (Horatius)
- In memoriam - „na památku“
- In natura - „v originále“
- In necessariis unitas, in dubiis libertas, in omnibus caritas. – „V nezbytných věcech jednotu, v nejistých svobodu, ve všech lásku“, o poměrech v církvi (mylně připisován Augustinovi)
- In nomine Patris et Filii et Spiritus sancti - „Ve jménu Otce i Syna i Ducha svatého.“ Křesťanská modlitební formule, vyznání Boží Trojice (podle Mt 28,19)
- In nova fert animus mutatas dicere formas corpora – „Mysli se chce vyprávět, jak se bytosti proměňují do nových těl“, počátek Ovidiových Proměn (Metamorphoseos libri)
- In nuce - „v jádře, ve stručnosti“
- In omni adversitate fortunae infelicissimum genus infortunii est fuisse felicem. – „Při každé ráně osudu je nejhorší neštěstí, když byl člověk předtím šťasten.“
- In omnia paratus - „na všechno připraven“
- In paradisum deducant te angeli  – „Do ráje ať tě dovedou andělé...“, liturgická modlitba za zemřelé
- In partibus infidelium - „v krajích nevěřících“, označení bývalých církevních provincií, později obsazených islámem; titul biskupa, který nemá vlastní diecézi
- In patriam reducere. – „Vrátit vlasti“, dobýt zpět
- In pectore - „v srdci“, o rozhodnutí, které ještě nebylo zveřejněno
- In perpetuam (rei) memoriam - „na věčnou paměť (věci)“, úvodní formule latinských listin
- In principio erat verbum. –„Na počátku bylo Slovo...“, začátek evangelia podle Jana
- In rerum natura - „v povaze věcí“
- In saecula saeculorum – „na věčné věky“, biblická modlitební formule
- In saeculo – „v (tomto) věku“, v tomto světě
- In statu nascendi - „ve stavu zrodu“
- In situ- „na (původním) místě“
- In spe - „v naději“, v očekávání, např. o pretendentovi na trůn, o kandidátovi na funkci
- In Spiritu Veritatis. – „V duchu pravdy.“ Biskupské heslo arcibiskupa Dominika Duky
- In toto – „vcelku, souhrnem“
- In tyrannos - „(proti) tyranům“
- In unum vertere - obrátit v jedno, sjednotit, možný původ výrazu universitas
- In utroque iure - (učenec) v obojím právu
- In varietate concordia - „V rozmanitosti svornost“, heslo Evropské unie
- In vino veritas. - „Ve víně je pravda“
- In vitro- „ve skle“, ve zkumavce

## Inc
- Incipe, dimidium facti est coepisse. – „Začni, začátek je půl díla.“
- Incipit vita nova. – „Začíná nový život.“ (Aubrey Beardsley)
- Incipit - „začíná“
- Incipe pollicitis addere facta tuis. - „Začni ke svým slibům přidávat skutky.“
- Incidit in Scyllam, qui vult vitare Charybdim. – „Spadl do Scilly, když se chtěl vyhnout Charybdě.“
- Incredibile dictu - „ani se nechce věřit“
- Inde datae leges, ne firmior omnia posset. – „Proto jsou dány zákony, aby silnější nemohl všechno.“ (Ovidius, Kalendář 3,279)
- Index librorum prohibitorum - „seznam zakázaných knih“ katolické církve (zrušen roku 1966)
- Infantes perhibent et stultos dicere verum. – „Děti a blázni říkají pravdu.“
- Iniqua nunquam regna perpetuo manent. – „Ničemná království netrvají věčně.“
- Iniquissimam pacem iustissimo bello antefero. – „Nejhoršímu míru dávám přednost před nejspravedlivější válkou.“
- Initia in potestate nostra sunt, de eventu fortuna iudicat. – „Počátky jsou v naší moci, o výsledku rozhoduje osud.“ (Seneca mladší, Listy Luciliovi 14,14)
- Initium sapientiae timor Domini. – „Počátek moudrosti je bázeň boží.“ (Žalm 111,10)
- Inquietum est cor nostrum, donec requiescat in te. – „Nepokojné je naše srdce dokud nespočine v tobě (Bože)“ (Augustinus, Vyznání 1)

## Int
- Integer vitae scelerisque purus – „Celistvého života a bez zločinu“ (Horatius, Ody I.22.1)
- Intellectus agens – „činný rozum“ (Tomáš Akvinský)
- Intellectus purus - „čistý rozum“ (Descartes podle Aristotela)
- Intellexeram, inquit, si tacuisses. – „Rozuměl bych, říká, kdybys byl mlčel.“
- Intentio obliqua / recta- „nepřímý / přímý úmysl“
- Inter alia - „mezi jiným“
- Inter arma silent leges – „Ve válce právo mlčí“ (Cicero)
- Inter arma silent Musae – „Ve válce mlčí Múzy“
- Inter pedes puellarum magna voluptas puerorum est – „Mezi nohama dívek je největší potěšení chlapců“
- Interregnum - „bezvládí“ po smrti krále
- Inter spem et metum - „mezi nadějí a strachem“
- Inter vivos - „mezi živými“
- Interim velim a sole non obstes. - „Zatím mi nezacláněj Slunce“, Diogenés k Alexandrovi Velikému
- Intra muros - „uvnitř hradeb“, neveřejně
- Introite, nam et hic dii sunt. - „Vstupte, i zde jsou bohové.“ (Epikúros)
- Intus Hecuba, foris Helena - „Vevnitř Hekuba (čarodějnice), zvenčí Helena“

## Io
- Iovi Optimo Maximo (IOM) – „Diovi nejlepšímu a největšímu“, věnování na oltářích a náhrobcích
- Ipse dixit - „(on) sám to řekl“, řecky autos efa, uznání autority původně o Pythagorovi, později o Aristotelovi
- Ipsissima verba - „jeho nejvlastnější slova“
- Ipso facto - „samým činem, tím samým“, automaticky
- Ira furor brevis.  – „Hněv je krátká zuřivost.“ (Horatius, Listy I.2.62)
- Ira initium insaniae. – „Hněv je počátek šílenství.“ (Cicero, Tuskulské hovory 4.23.52)
- Irascendum non esse magister iracududissimus disputat. - „Že se nemáme hněvat, vykládá rozhněvaný učitel.“ (Seneca)
- Ire docetur eundo. – „Chodit se člověk učí chůzí.“
- Is fecit, huic prodest – „Ten to udělal, tomu to prospělo.“
- Ita est vita hominum. - „Takový je lidský život.“
- Ite, missa est. – Závěr latinské mše: „Jděte, propouštím vás.“

## Iu
- Iudex damnatur, cum nocens absolvitur. – „Odsoudit soudce, pokud osvobodil viníka.“
- Iudex non calculat. – „Soudce nepočítá (důvody)“, nýbrž váží je
- Iudice Fortuna cadat alea. – „Štěstěna soudí kostkami.“ (Petronius, Satirikon 122,174)
- Iudicis est innocentiae subvenire. – „Soudce má podporovat nevinnost.“
- Iudicium dei – „Boží soud“, Ordál
- Iulio et Caesare consulibus – „za konsulů Julia a Césara“, který roku 59 př. n. l. vládl sám
- Iura novit curia – „Soud zná právo“, právo se u soudu nedokazuje
- Iura pudorque et coniugii sancta fides fugiunt aulas. – „Právo, stud a manželská věrnost se nedrží při dvorech“ (Seneca)
- Iure meritoque – „po právu a po zásluze“
- Iuris praecepta sunt haec; honeste vivere, alterum non laedere, suum cuique tribuere. – „Právo přikazuje toto: počestně žít, druhému neškodit, každému dávat, co mu náleží.“ (Ulpianus)
- Iuris utriusque doctor - doktor obojího práva (současný zkrácený titul JUDr.)
- Ius civile – „občanské právo“
- Ius cogens – „donucující právo“
- Ius de non appellando - „právo bez odvolání“, v poslední instanci
- Ius divinum - „božské právo“
- Ius est ars aequi et boni – „Právo je umění spravedlivého a dobrého“ (Celsus)
- Ius gentium - „právo národů“
- Ius primae noctis - „právo první noci“ s nevěstou
- Ius sanguinis - „právo pokrevní“, které občanství odvozuje od rodičů (původu)
- Ius soli - „právo územní“, kde občan je ten,. kdo se narodil na území státu
- Ius summum saepe summa est iniuria. - „Nejvyšší právo je často největší nespravedlnost“
- Ius utriusque - obojí právo
- Iustitia fundamentum regni – „Spravedlnost základem království“ (heslo Nejvyššího státního zastupitelství (NSZ) ČR)
- Iuvat o miminisse beati temporis. – „Jak člověka těší vzpomínat na šťastné časy“